# Campeonato del Mundo de patinaje de velocidad en línea 2014
El Campeonato Mundial de patinaje de velocidad en línea de 2014 tuvo lugar del 6 al 15 de noviembre de 2014 en Rosario, Argentina. Fue el la segunda ocasión que el país latinoamericano organizó el campeonato mundial tras la edición de 1997 disputada en Mar del Plata.

## Mujeres
| Distancia                   | Oro                                                               | Plata                                                            | Bronce                                          |
| Pista                       | Pista                                                             | Pista                                                            | Pista                                           |
| --------------------------- | ----------------------------------------------------------------- | ---------------------------------------------------------------- | ----------------------------------------------- |
| 300 m Contrarreloj          | Andrea Hellen Montoya                                             | Jercy Puello                                                     | Yi-Deul An                                      |
| 500 m Sprint                | Jercy Puello                                                      | Andrea Hellen Montoya                                            | Erika Zanetti                                   |
| 1.000 m Sprint              | Andrea Hellen Montoya                                             | Mareike Thum                                                     | Soo-Ji Jang                                     |
| 10.000 m Puntos/Eliminación | Johana Viveros                                                    | Mayra Arias                                                      | Ho-Chen Yang                                    |
| 15.000 m Eliminación        | Paola Serrano                                                     | Francesca Lollobrigida                                           | Guo Dan                                         |
| 3.000 m Relevos             | China Taipéi Ying-Chu Chen Yu-Ting Huang Meng-Chu Lee             | Argentina Mayra Arias Melisa Bonnet Rocío Berbel                 | Corea del Sur Yi-Seul An So-Yeong Shin Seul Lee |
| Ruta                        |                                                                   |                                                                  |                                                 |
| 200 m Contrarreloj          | María José Moya                                                   | Jercy Puello                                                     | Ingrid Factos                                   |
| 500 m Sprint                | Jercy Puello                                                      | Andrea Hellen Montoya                                            | Rocío Berbel                                    |
| 10.000 m Puntos             | Ho-Chen Yang                                                      | Paola Serrano                                                    | Yi-Hsuan Liu                                    |
| 20.000 m Eliminación        | Ho-Chen Yang                                                      | Mayra Arias                                                      | Paola Serrano                                   |
| 5.000 m Relevos             | Colombia · Johana Viveros · Paola Serrano · Andrea Hellen Montoya | Italia · Francesca Lollobrigida · Andrea Trafeli · Erika Zanetti | Corea del Sur So-Yeong Shin Yi-Seul An Seul Lee |
| Larga distancia             |                                                                   |                                                                  |                                                 |
| 42.195 m Marathon           | Ho-Chen Yang                                                      | Meng-Chu Lee                                                     | Francesca lollobrigida                          |

## Hombres
| Distancia                   | Oro                                                        | Plata                                                    | Bronce                                                  |
| Pista                       | Pista                                                      | Pista                                                    | Pista                                                   |
| --------------------------- | ---------------------------------------------------------- | -------------------------------------------------------- | ------------------------------------------------------- |
| 300 m Contrarreloj          | Pedro Causil                                               | Myung-Kyu Lee                                            | Juan Pérez                                              |
| 500 m Sprint                | Andrés Muñoz                                               | Pedro Causil                                             | Elton De Souza                                          |
| 1.000 m Sprint              | Alexis Contin                                              | Ewen Fernandez                                           | Ezequiel Capellano                                      |
| 10.000 m Puntos/Eliminación | Patxi Peula                                                | Alex Cujavante                                           | Ewen Fernandez                                          |
| 15.000 m Eliminación        | Peter Michael                                              | Alexis Contin                                            | Ewen Fernandez                                          |
| 3.000 m Relevos             | Francia Ewen Fernandez Alexis Contin Nicolas Pelloquin     | Argentina Ezequiel Capellano Juan Cruz Araldi Ken Kuwada | Corea del Sur Myung-Kyu Lee Su-Chul Jang Geun-Seong Son |
| Ruta                        |                                                            |                                                          |                                                         |
| 200 m Contrarreloj          | Pedro Causil                                               | Ioseba Fernández                                         | Darren De Souza                                         |
| 500 m Sprint                | Ioseba Fernández                                           | Pedro Causil                                             | Michel Mulder                                           |
| 10.000 m Puntos             | Alexis Contin                                              | Gwang-Ho Choi                                            | Patxi Peula                                             |
| 20.000 m Eliminación        | Ewen Fernandez                                             | Patxi Peula                                              | Gwang-Ho Choi                                           |
| 5.000 m Relevos             | Países Bajos · Mark Horsten · Michel Mulder · Luc ter Haar | Argentina Ezequiel Capellano Juan Cruz Araldi Ken Kuwada | Portugal Diogo Marreiros Martyn Dias Ricardo Esteves    |
| Larga distancia             |                                                            |                                                          |                                                         |
| 42.195 m Marathon           | Alexis Contin                                              | Ewen Fernandez                                           | Elton De Souza                                          |

## Medallero
| Pos. | País          | Oro | Plata | Bronce | Total |
| ---- | ------------- | --- | ----- | ------ | ----- |
| 1.   | Colombia      | 10  | 8     | 2      | 20    |
| 2.   | Francia       | 5   | 3     | 5      | 13    |
| 3.   | China Taipéi  | 4   | 1     | 1      | 6     |
| 4.   | España        | 2   | 2     | 1      | 5     |
| 5.   | Países Bajos  | 1   | 0     | 1      | 2     |
| 6.   | Chile         | 1   | 0     | 0      | 1     |
| 6.   | Nueva Zelanda | 1   | 0     | 0      | 1     |
| 8.   | Argentina     | 0   | 5     | 2      | 7     |
| 9.   | Corea del Sur | 0   | 2     | 7      | 9     |
| 10.  | Italia        | 0   | 2     | 2      | 4     |
| 11.  | Alemania      | 0   | 1     | 0      | 1     |
| 12.  | China         | 0   | 0     | 1      | 1     |
| 12.  | España        | 0   | 0     | 1      | 1     |
| 12.  | Ecuador       | 0   | 0     | 1      | 1     |
| 12.  | Portugal      | 0   | 0     | 1      | 1     |

- Datos: Q18229072